# Jan Škvrňák
Jan Škvrňák (* 23. května 1988, Chrudim) je český historik, polonista, novinář a překladatel. Zabývá se středověkou šlechtou a moderními polskými dějinami.

## Život
Jan Škvrňák studoval bakalářské obory Historie a Polský jazyk a literatura na Masarykově univerzitě a magisterský program Historie (absolvoval 2013). Roku 2021 absolvoval tamtéž doktorský studijní program Historie – české dějiny, kde pod vedením Libora Jana obhájil disertační práci „Budování šlechtických dominií na Moravě ve 13. a v první polovině 14. století“. V letech 2017-2021 pracoval v Masarykově ústavu a Archivu Akademie věd jako katalogizátor a byl datovým analytikem v Národní knihovně. Působí v Ústavu pro archeologii Filozofické fakulty Univerzity Karlovy a Filozofickém ústavu Akademie věd.  Je majitelem a hlavním redaktorem webu E-středověk, kde publikuje své texty. Texty publikuje rovněž v odborných periodikách a deníku Referendum. Externě přednášel polské dějiny na Filozofické fakultě Univerzity Karlovy. 

## Odborné publikace (výběr)

### Monografie
- Polsko na rozcestí: Politické dějiny 1981-2024, Praha 2025.

### Články a kapitoly v kolektivních monografiích
- Hrabě z Hardeggu a hrad Děvín, in: Bezděz. Vlastivědný sborník Českolipska 31/2022, s. 137-140.
- Uherské epizody v dějinách hradu Bánova, in: Slovácko : společenskovědní recenzovaný časopis pro moravsko-slovenské pomezí 63, 2021 (vyd. 2022), s. 201-207.
- Detecting Ottokar II’s 1248–1249 uprising and its instigators in co-witnessing networks, in: Historical Methods: A Journal of Quantitative and Interdisciplinary History 55, 2022, s. 1–20. (spoluautoři Jeremi OCHAB a Michael ŠKVRŇÁK)
- Vilém z Pulína - první moravský magnát? in: Na hradech a tvrzích. Miroslavu Plačkovi k 75. narozeninám jeho přátelé a žáci, Praha 2020, s. 17-28
- K lokalizaci tzv. Šacké hory, in: Studia mediaevalia Bohemica Praha 12, č. 1-2 2020, s. 7-17. (spoluautor Libor JAN)
- Rytíři z Linavy - ve službách biskupů a vévodů, in: Pro pana profesora Libora Jana k životnímu jubileu, Brno 2020, s. 337-343.
- Nové poznatky k ohrazeným středověkým vesnicím na jižní Moravě z pohledu dálkového průzkumu Země, in: AH 45, 2020, s. 93–121. (spoluautoři Michal VÁGNER a Petr DRESLER)
- Rod erbu lekna z Mrdic a Heřmanova Městce. K polozapomenuté genealogické souvislosti, in: Chrudimský vlastivědný sborník 29, 2020, s. 11–17.
- Spory o Krumvíř mezi pány z Kunštátu a Janem Rackem z Dambořic, in: Malovaný kraj : národopisný a vlastivědný časopis Slovácka 55, č. 4. 2019, s. 8-9.
- Bohuš z Boršic nebo Bohuš z Bošovic jinak Drahotuš?, in: VVM 4/2017, s. 60–61.
- Původ olomouckého biskupa Dětřicha aneb příklad středověkého nepotismu, in: Jižní Morava : vlastivědný časopis 53, sv. 56, 2017, s. 232-236. (Spoluautor Daniel NOVOTNÝ)
- Úpadek pánů z Drahotuš v předhusitském období, in: Sborník okresního archivu v Přerově 2015, s. 5–26.